# Nicholas DiOrio
Nicholas "Nick" DiOrio (Morgan Township, 4 de fevereiro de 1921 - Green Tree, 11 de setembro de 2003) foi um futebolista norte-americano.

## Carreira
Criado em Pittsburgh, formou-se na South Fayette Township High School em 1939. Durante o ensino médio, notabilizou-se por ser um excelente jogador de basquete - ele teria marcado 50 pontos em um jogo. Paralelamente, jogava futebol no time do Avella Juniors, onde foi campeão sub-19 da McGuire Cup.
Tendo arranjado emprego como operário de uma fábrica, DiOrio dedicaria seu tempo ao futebol, defendendo o Morgan Strasser, onde jogaria até 1946, voltando no ano seguinte. Atuaria ainda por Pittsburgh Strasser (1946), Chicago Vikings (1947), Harmarville Hurricanes (1949-52) e Pittsburgh Beadling (1952-59), onde se aposentaria aos 38 anos. Após sua aposentadoria, virou treinador de futebol, mas não teve muito destaque. Em 1971, tornou-se presidente da Associação de Futebol do Oeste da Pensilvânia.
Pela seleção norte-americana, fez parte do elenco que disputou a Copa de 1950, mas não chegou a entrar em campo.

## Após a aposentadoria
Depois de ter deixado de trabalhar com o futebol, DiOrio manteve-se ligado ao esporte, inclusive levando sua esposa para um time patrocinado pelo pai dele (Jack Supper's Club), e receberia um novo emprego, numa fábrica de Bridgeville, além de ter trabalhado no Departamento de Estradas do condado.
Em 1976, foi incluído no Hall da Fama do futebol nos Estados Unidos, juntamente com outros jogadores de seu país na Copa de 1950. Um câncer no cólon tiraria sua vida em 11 de setembro de 2003.

## Ligações Externas
- Perfil no Soccerhall